# 9277 Togashi
A 9277 Togashi (ideiglenes jelöléssel 1980 TT3) a Naprendszer kisbolygóövében található aszteroida. Carolyn Shoemaker és Eugene Merle Shoemaker fedezte fel 1980. október 9-én.